# Wepa Group

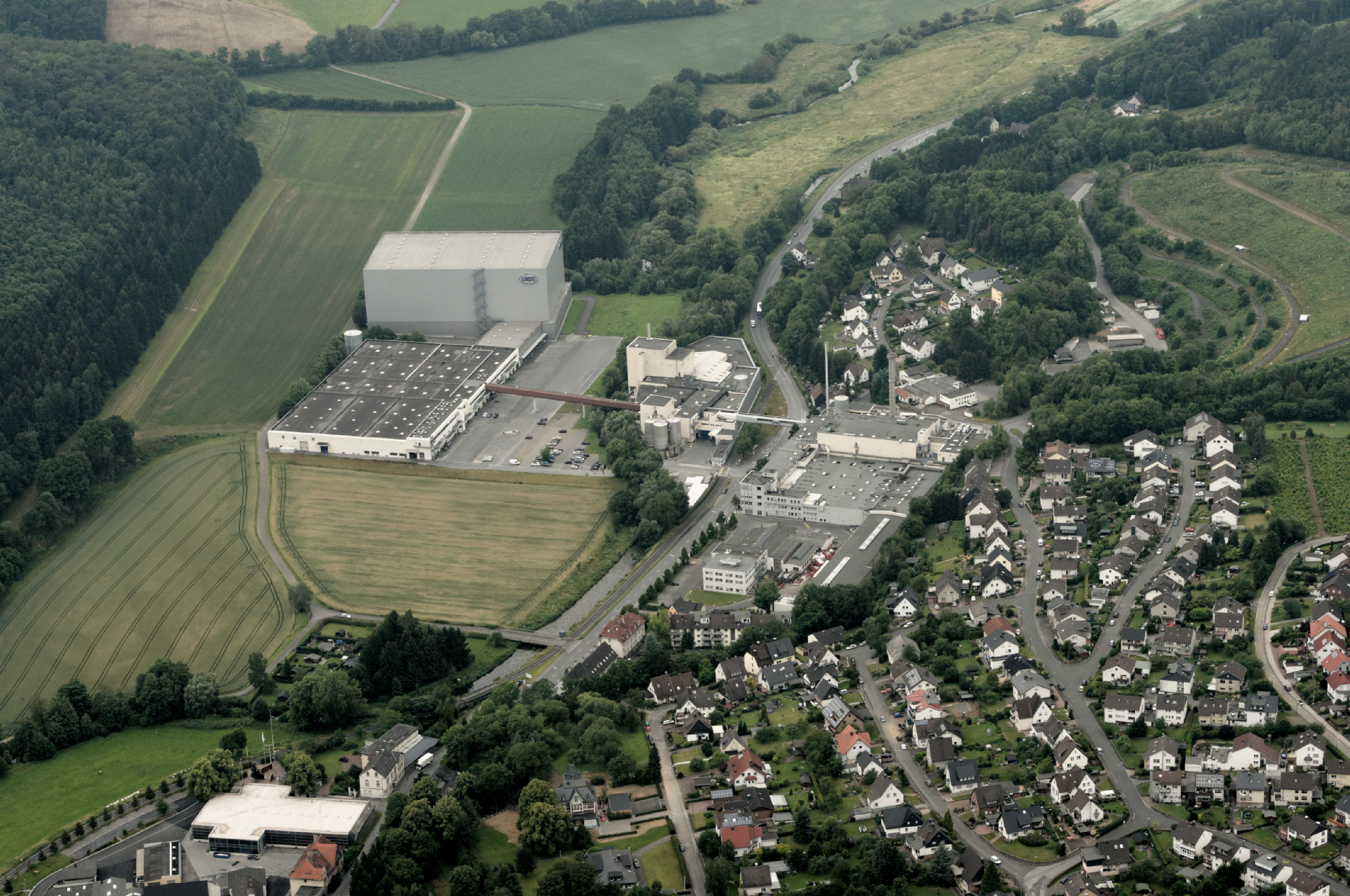
Hauptsitz in Arnsberg-Müschede

Der Konzern Wepa Hygieneprodukte (Eigenschreibweise WEPA) ist ein Hersteller von Hygienepapieren mit Sitz in Arnsberg-Müschede. Das Familienunternehmen befindet sich im Besitz der Familie Krengel.

## Geschichte
Im Jahr 1948 wurde Wepa (Westfälische Papierfabrik) durch Paul Krengel als Großhandel für Schrank-, Einschlag- und Geschenkpapier gegründet. Erst 1953 begann die Verarbeitung von Hygienepapieren in Arnsberg. 1958 begann mit dem Bau der ersten Papiermaschine für Krepppapiere in Müschede die eigene Papiererzeugung.
Mit dem Bau des Werkes in Marsberg-Giershagen startete 1963 die Weiterverarbeitung des hergestellten Papiers. 1980 startete das Unternehmen mit der Entwicklung der ersten Handelsmarken. 2001 übernahm Wepa die Kriepa GmbH in Kriebethal (heute Wepa Sachsen), wo bereits seit 1990 ein Joint Venture mit der Papierfabrik Kübler & Niethammer bestand.
Ab dem Jahr 2004 wurde das Unternehmen erweitert. So gründete Wepa das Joint-Venture GC & Wepa S.L. in Ejea de los Caballeros (Spanien) und übernahm die Mehrheitsanteile am polnischen Hygienepapierhersteller Fabryka Papieru Piechowice SA (heute Wepa Piechowice) und das Mainzer Werk von Kimberly-Clark. 2009 wurden außerdem die Betriebsstätten eines italienischen Wettbewerbers in Italien (Lucca und Cassino), Deutschland (Leuna) und Frankreich (Lille) in die Wepa Gruppe integriert.
2015 verkaufte Wepa die Anteile am spanischen Joint Venture und kaufte einen weiteren Standort in Troyes (Frankreich) hinzu 2 Jahre später wurde mit der Übernahme des Familienunternehmens Van Houtem, ein Standort in Swalmen (Niederlande) für die Herstellung von Produkten des AfH-Bereichs übernommen.
2018 übernahm Wepa alle Anteile des 2014 gegründeten Joint Ventures UK Northwood & Wepa LTD. Bridgend (heute Wepa UK).
Im Jahr 2019 erweiterte Wepa mit dem Erwerb des Werkes Greenfield in Château-Thierry (Frankreich) seine Standorte. Wepa Greenfield produziert ausschließlich von der Druckfarbe gereinigte Recyclingfasern (DIP).
2024 akquirierte die Business Unit Wepa Professional das Familienunternehmen Star Tissue UK, einem britischen Anbieter von Hygienepapier mit Sitz in Blackburn, Lancashire (heute Wepa Professional UK Ltd).

## Produkte und Marken
Das Unternehmen erreicht nach aktuellem Stand 25 % des Marktanteils in Deutschland und 8 % in Europa.
Die 22 Papiermaschinen bieten eine Produktionskapazität von 850.000 Tonnen, die an über 80 Verarbeitungsautomaten zu Toilettenpapier, Küchentüchern, Taschentüchern, Kosmetiktüchern, Handtuchpapier, Servietten, Centerfeedrollen, Putzrollen und Ärzterollen verarbeitet werden. Die hergestellten Hygienepapiere vertreibt Wepa im Consumer-Bereich überwiegend als Handelsmarken an den europäischen Lebensmitteleinzelhandel. Daneben bietet der Geschäftsbereich Wepa Professional mit den Marken BlackSatino und Satino by Wepa komplette Waschraumlösungen (Hygienepapier- und Spendersysteme) für zum Beispiel öffentliche Waschräume, die Industrie, Büros oder Einrichtungen des Gesundheitsweisens.

## Standorte und Produktionsstätten

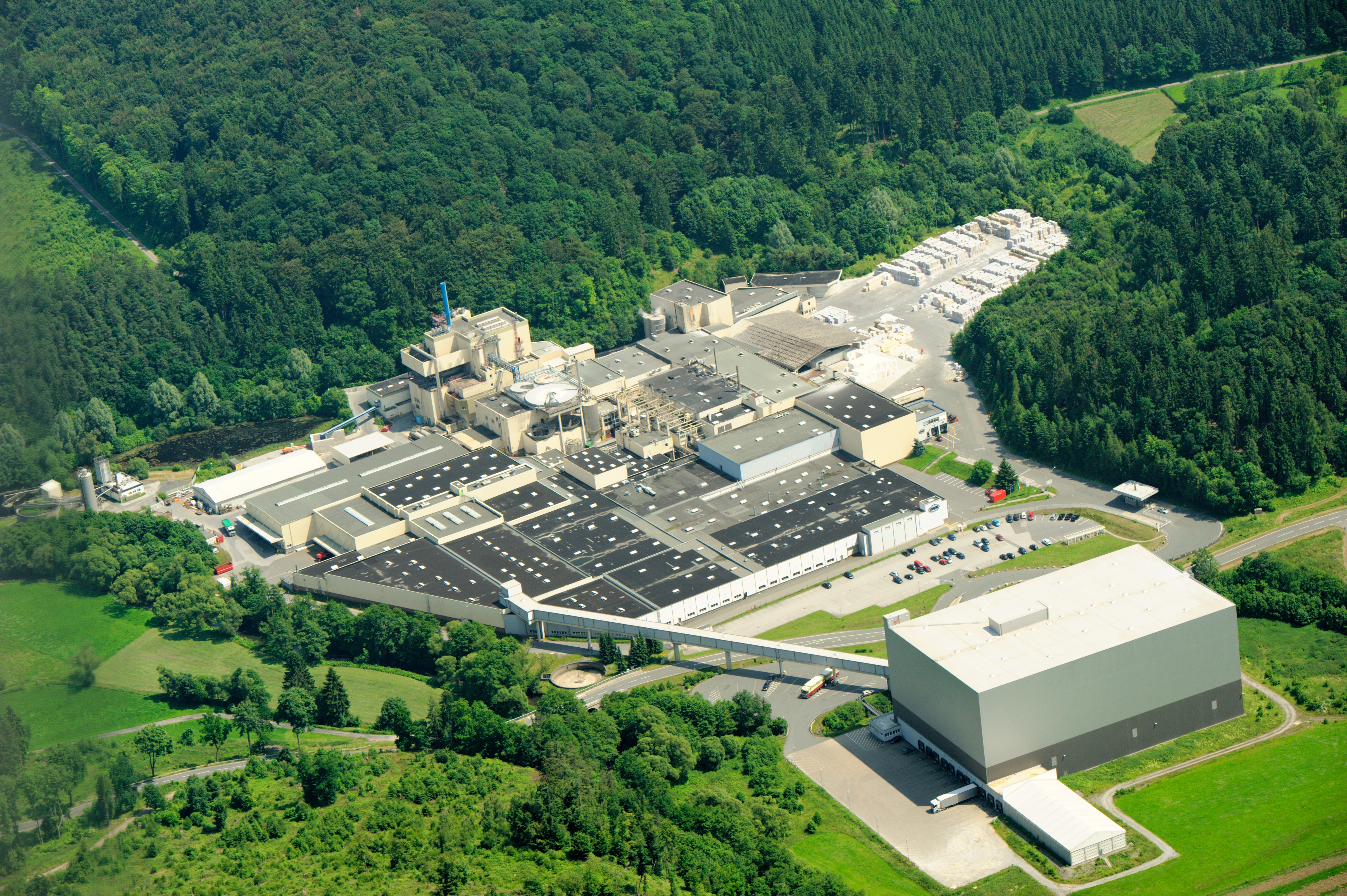
Werk Marsberg-Giershagen

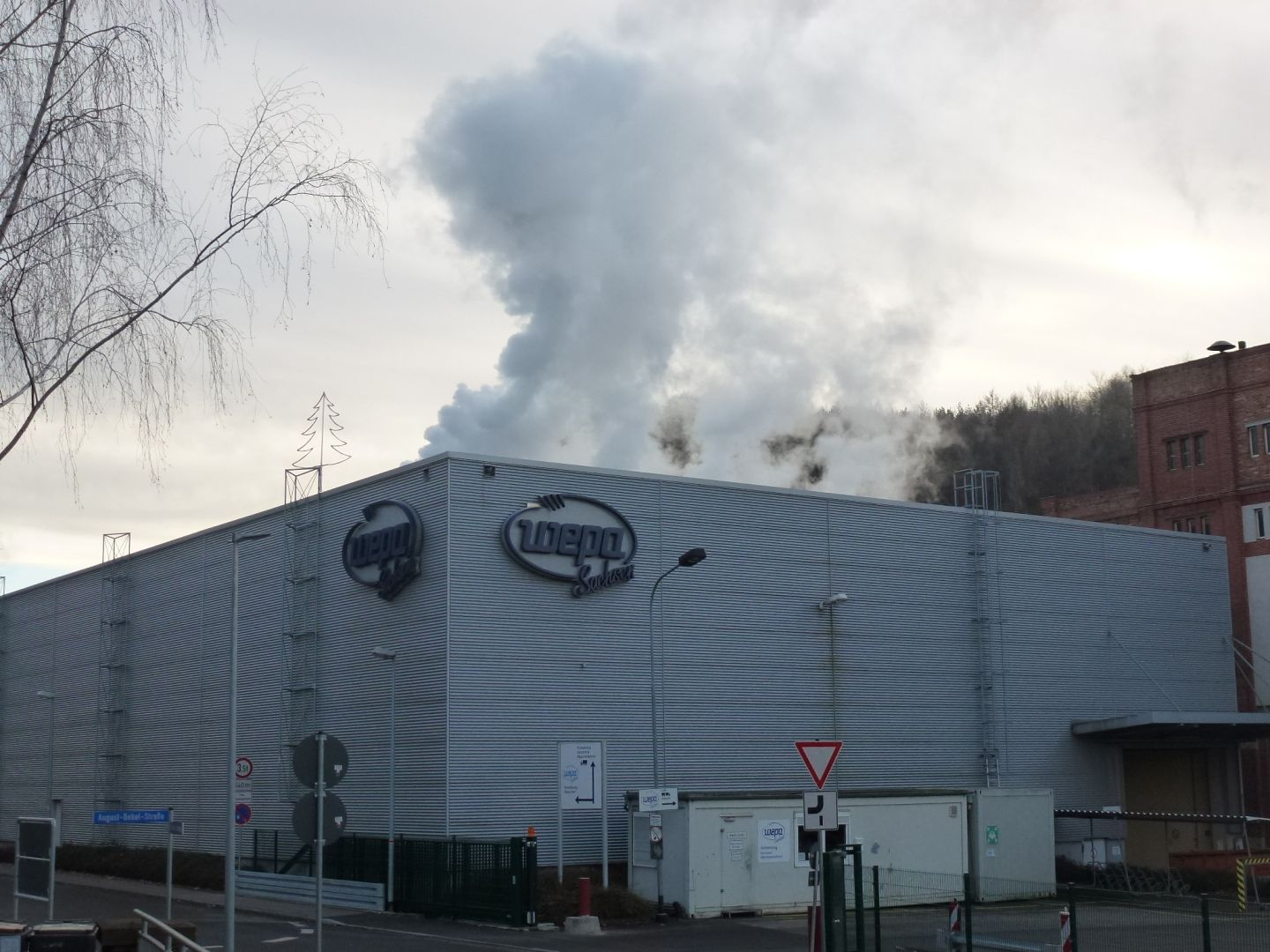
Produktionsstätte in Kriebstein

An vierzehn Standorten in sechs europäischen Ländern werden Werke betrieben:
- Arnsberg-Müschede, Nordrhein-Westfalen, Deutschland
- Marsberg-Giershagen, Nordrhein-Westfalen, Deutschland
- Kriebstein-Kriebethal, Sachsen, Deutschland
- Leuna, Sachsen-Anhalt, Deutschland
- Mainz, Rheinland-Pfalz, Deutschland
- Lille, Frankreich
- Troyes, Frankreich
- Château-Thierry, Frankreich
- Bridgend, Großbritannien
- Cassino, Italien
- Lucca, Italien
- Swalmen, Niederlande
- Piechowice, Polen
- Blackburn, Großbritannien

## Nachhaltigkeit
Wepa setzt nach Eigenangaben für die Herstellung der Hygienepapiere ausschließlich fair gehandelte Fasern ein. Das soll Altpapier und zertifizierte Zellstoffe aus der nachhaltigen Forstwirtschaft umschließen.
Im Bereich der Umwelt-Hygienepapiere ist Wepa mit den Hybrid Eigenmarkenprodukten sowie den Produkten der Wepa Marke „mach m!t“ am Markt tätig. Letztere bestehen aus 100 % Altpapier, sind mit dem Blauen Engel zertifiziert und sollen mit reduziertem Energie- und Wasserverbrauch produziert worden sein. Die von Wepa entwickelten Hybridprodukte integrieren Recyclingfasern von bis zu einem Drittel und sollen optisch und qualitativ vergleichbar mit herkömmlichen Frischfaser-Hygienepapieren sein. Der restliche Anteil der Frischfasern ist FSC-zertifiziert. Unter der Marke BlackSatino werden Produkte hergestellt, die die Qualitätssiegel Cradle to Cradle, FSC Recycled und European Ecolabel tragen und die laut Wepa CO2-neutral sein sollen. Darüber hinaus werden laut Wepa im Produktionsprozess keine schädlichen Chemikalien verwendet.
Seit 2017 sind WWF Deutschland und Wepa Partner für Nachhaltigkeit. Im Rahmen der Non-Profit Initiative „Lean & Green“ konnte Wepa im Jahr 2016 den CO2-Ausstoß im Lager- und Logistikbereich um 20 % senken. Dabei erhielt das Unternehmen im Frühjahr 2017 den Award „Lean and Green First Star“ von der Standardisierungsorganisation GS1Germany GmbH. Wepa unterstützt das Naturschutz-Projekt „Wilde Mulde“ des WWF in Sachsen-Anhalt, um die Vitalität des Elbe-Nebenflusses zu verbessern.